# Irradiació
La irradiació és el procés mitjançant el qual un cos s'exposa a radiació. Aquesta exposició pot provenir de diversos tipus de fonts, incloent-hi fonts naturals. Normalment el terme es refereix a la radiació ionitzant i a un nivell de radiació significatiu, i no pas a una exposició a radiació de nivells normals de radiació de fons. A més, el terme també sol excloure l'exposició a radiació no ionitzant tal com infraroigs, llum visible, microones de telèfons mòbils o ones electromagnètiques.